# 香港浸會大學電影學院
香港浸會大學電影學院（英語：Academy of Film, Hong Kong Baptist University），簡稱AFHKBU，是香港浸會大學轄下「創意藝術學院」的分支學院，前身為「電影電視系」，於2009年昇格為「電影學院」。2022年前原屬「傳理學院」。

## 歷史
1970年代，香港浸會大學前身的香港浸會書院時期，其「傳理系」已開設影藝專業課程。1991年，「傳理系」昇格為「傳理學院」，其影藝專業課程亦昇格為「電影電視系」。1994年，香港浸會書院正式昇格為香港浸會大學。2009年，「電影電視系」昇格為「電影學院」。
2012年，被新聞網站Asian Correspondent評為全球十大電影學院之一，評語為自70年代起為香港培育大量電影業人才。
2022年7月，浸大將電影學院從傳理學院分拆出來，與視覺藝術院以及音樂系組成「創意藝術學院」。但原屬電影學院的聯招課程「遊戲設計與動畫主修」則歸入傳理學院。

## 影視界中的知名畢業生

### 電影學院成立前
- 鄭丹瑞
- 方育平
- 文雋
- 錢小蕙
- 陳復生
- 黃杏秀
- 潘恆生
- 關錦鵬
- 邱禮濤[7]
- 曾金成
- 莊文強[7]
- 劉浩良[7]
- 馮志強[7]
- 賴恩慈
- 陳志發[7]

### 電影學院成立後
- 黃綺琳[7]
- 陳小娟[7]
- 仇晟[7]
- 高江凌[7]
- 關浩傑[7]
- 程仁富[7]

## 另見條目
- 文創產業發展處 (前稱創意香港辦公室)
- 香港動畫
- 香港電影

## 外部連結
官方網站 （页面存档备份，存于）